# فيتالي رودينكو
فيتالي رودينكو (بالأوكرانية: Руденко Віталій Миколайович)‏ هو لاعب كرة قدم أوكراني في مركز حراسة المرمى، ولد في 26 يناير 1981 في أوديسا في أوكرانيا. شارك مع منتخب أوكرانيا تحت 21 سنة لكرة القدم. أما مع النوادي، فقد لعب مع تشورنومورتس أوديسا وميتالوره زابورجيا ونادي أوديسا ونادي كارباتي لفيف.

## وصلات خارجية
- فيتالي رودينكو على موقع اتحاد أوكرانيا (الإنجليزية)
- فيتالي رودينكو على موقع قاعدة بيانات كرة القدم.إي يو (الإنجليزية)
- فيتالي رودينكو على موقع Soccerway.com (الإنجليزية)